# Count Your Lucky Stars Records
Count Your Lucky Stars Records ist eine 2007 gegründete US-amerikanische Independent-Plattenfirma aus Fenton im Bundesstaat Michigan.
Es wurde vom Ehepaar Keith und Cathy Latinen gegründet, die zusammen das Emo-Duo Empire! Empire! (I Was a Lonely Estate) bildeten, um ihr Album selbst zu veröffentlichen, nachdem sich kein anderes Label für diese Veröffentlichung gefunden hatte.

## Bands
- American Thunder Band
- Annabel
- Ape Up!
- Benton Falls
- Boris Smiles
- Boyfriends
- Brave Bird
- Brave Captain, the Rescue
- The Cardboard Swords
- Cloudmouth
- CSTVT
- Certain People I Know
- Dowsing
- Driving on City Sidewalks
- Empire! Empire! (I Was a Lonely Estate)
- Football, Etc.
- Foxing
- Free Throw
- Hightide Hotel
- Innards
- I Am the Branch
- Into It. Over It.
- Joie De Vivre
- Kind of Like Spitting
- Kittyhawk
- Lindsay Minton
- Long Knives
- Merchand Ships
- Mountains for Clouds
- Moving Mountains
- Penfold
- Pennies
- Perfect Future
- Parker
- Pswingset
- Snowing
- Syrdidymous
- The Reptilian
- Two Knights
- Victor! Fix the Sun
- Warren Franklin
- Youth Pictures of Florence Henderson
- Zookeeper